# انتخابات قيادة الحزب الليبرالي الكندي لعام 2025
صوت أعضاء الحزب الليبرالي الكندي خلال الفترة من 26 فبراير إلى 9 مارس 2025 على خليفة جاستن ترودو بعد أن عن نيته الاستقالة كزعيم للحزب ورئيس وزراء كندا نتيجة أزمة سياسية ‏.
فاز مارك كارني، محافظ بنك كندا ‏ السابق، في انتخابات الاختيار الترتيبي (RCV) بأكثر من 85% من أصوات التفضيل الأول ‏ وفاز بالنقاط أيضا بالإضافة إلى الأغلبية في جميع الدوائر الانتخابية البالغ عددها 343 دائرة. من الممكن أن يتجاوز هذا الهامش من الفوز هامش رئيس الوزراء المستقيل جاستن ترودو في عام 2013 من حيث حصة الأصوات والنقاط والدوائر الانتخابية. وباعتباره رئيسًا للوزراء، من المتوقع أن يقود كارني الحزب إلى الانتخابات الفيدرالية لعام 2025، وهو أول رئيس وزراء في تاريخ كندا لم يشغل مقعدًا في مجلس العموم من قبل. وبما أن الحملة القيادية كانت تتطلب سنًا أدنى للناخبين يبلغ 14 عامًا، كانت هذه هي المرة الأولى في تاريخ كندا التي يتمكن فيها القاصرون من المشاركة في التصويت لاختيار رئيس وزراء.

## النتائج
فاز مارك كارني في الانتخابات من الجولة الأولى من فرز الأصوات، وحصل على أغلبية الأصوات في جميع الدوائر الانتخابية البالغ عددها 343 دائرة.
|         | مارك كارني      | 131,674 | 86.84% | 29,456.91 | 85.9%  |
|         | كريستيا فريلاند | 11,134  | 7.34%  | 2,728.57  | 8.0%   |
|         | كارينا جولد     | 4,785   | 3.16%  | 1,100.34  | 3.2%   |
|         | فرانك بايليس    | 4,038   | 2.66%  | 1,014.18  | 3.0%   |
| المجموع | المجموع         | 151,899 | 100.00 | 34,300    | 100.00 |